# Norman van Lennep
Norman Willem van Lennep (20 de setembre de 1872 - 29 de setembre de 1897) va ser un Mestre d'escacs neerlandès.
Nascut en una família benestant d'Amsterdam, net del famós escriptor neerlandès Jacob van Lennep, als 20 anys esdevingué secretari de la Federació Neerlandesa d'Escacs i editor de la seva revista. El 1893 va empatar dos matxs amb Rudolf Loman (+2 –2 =0 i +1 –1 =1) i va guanyar un matx contra el seu nebot Arnold van Foreest (+3 –0 =2). Va guanyar a Leipzig 1894 (9è Congrés de la DSB, Hauptturnier A) i va ocupar el 5è lloc a Rotterdam 1894 (el campió fou Rudolf Loman).
L'agost de 1895 Van Lennep va anar a Anglaterra com a participant reserva al torneig d'escacs de Hastings 1895, però no se li va permetre jugar, així que va informar sobre el torneig per a la seva revista. Aleshores es va anunciar que havia decidit quedar-s'hi; per les seves cartes sembla que el seu pare l'havia repudiat tret que deixés de dedicar-se als escacs i trobés una feina estable i una dona.
Va tornar als Països Baixos, va guanyar a Amsterdam el 1897 seguit de LD Tresling, D. Bleijkmans i A. van Foreest, i es va suïcidar, saltant al mar del Nord des d'un vaixell als 25 anys.